# 徐璆
徐璆（？—？），字孟玉，廣陵海西人，活躍於東漢末年，度遼將軍徐淑(表字伯進)之子。

## 生平

### 打擊貪腐
徐璆年少博學，被朝廷征聘，舉薦高第，後官拜荊州刺史。當時董太后姊之子張忠為南陽太守，貪腐非常嚴重，太后遣中常侍說情，徐璆對曰：「微臣身心為國，不敢接受命令。」太后大怒，提拔張忠為司隸校尉，以此威嚇，徐璆到了荊州，立刻調查張忠案，使冠軍縣令上書大司農，將其事公諸於眾，又奏五郡太守及屬縣有臧汙者，一併定罪，威風大行。

### 黃巾之亂
中平元年（184年）二月，張角相約信眾在三月五日以「蒼天已死，黃天當立，歲在甲子，天下大吉」為口號興兵反漢，黃巾起義爆發。
六月，徐璆與秦頡聯合出擊，擊敗黃巾軍，斬殺張曼成。黃巾軍便改以趙弘為帥，以十餘萬人佔據宛城。朱儁與徐璆及秦頡合兵一萬八千兵圍攻趙弘，無法攻克，京師有奏議徵朱儁回師，張溫上表說情，靈帝才未行。但消息傳開，朱儁急迫，進攻趙弘，趙弘被殺，由韓忠代替。朱儁又因兵力不足，便擴大防圍、建築陣壘，堆砌土山觀望城內。朱儁軍鳴鼓攻打西南，黃巾軍注意力被引開，朱儁則親率五千精兵掩殺東北，偷襲敵人後方，攻入城池，韓忠唯有退保內城。
黃巾軍受挫，士氣低迷，向官軍乞降。張超、徐璆和秦頡都認為可以接受，但朱儁認為如果接受的話，會讓百姓有利則為賊，無利則乞降的觀念，便不接受並急攻，可是數戰不克，朱儁登上土山觀望城內情勢，明白黃巾軍乞降不成且毫無退路，因而拚死一戰，所以未能攻克。朱儁便解開圍軍，韓忠果然出戰，被朱儁大破，朱儁向北追擊韓忠數十里，斬殺萬多人，韓忠投降，而秦頡對韓忠積怨已久，便將他殺死。這舉令黃巾餘黨不安，推孫夏為帥，據守宛城。
先前在南陽涉貪被舉報的張忠怨恨徐璆，聯合宦官誣陷徐璆，使徐璆代罪征敵，由於徐璆破黃巾有功，得免官歸鄉，後遷汝南太守，轉東海相，政績良好。

### 讨伐李郭
汉献帝年间，权臣董卓伏诛后，余党李傕、郭汜继续把持朝政，徐州刺史陶谦率前扬州刺史周乾、琅邪相阴德、东海相刘馗、彭城相汲廉、北海相孔融、沛相袁忠、泰山太守应劭、汝南太守徐璆、前九江太守服虔、博士郑玄等共推行车骑将军朱儁为太师，发檄文号召地方讨伐李傕，尊奉献帝。但朱儁应李傕征召入朝，陶谦等只能作罢。

### 奪璽歸漢
漢獻帝被曹操安置到許都，命徐璆為廷尉。徐璆在前往的路上被袁術劫持，袁術欲授予徐璆上公之位。徐璆以龔勝、鮑宣為例不願接受，袁術不敢逼迫，袁術兵敗病故後，徐璆偷走被袁術佔有的傳國玉璽，並前往許都將傳國玉璽和汝南、東海印綬全部上交給漢獻帝。司徒趙溫對徐璆說：“君遭大難，猶存此邪？”徐璆則以蘇武的例子為榜樣。後為太常，曹操佩服徐璆，曾以丞相位讓賢，為徐璆所拒。卒於任上。

## 演義記載
僅在第二十一回登場，敘述袁術病死後，由姪子袁胤護送靈柩與家屬至廬江，被徐璆殺盡，奪得傳國玉璽後直接獻上曹操。曹操大喜，封其為高陵太守（史實上漢末無此郡名，僅有縣名）。自此不再登場。

## 延伸阅读
[在维基数据编辑]
 《後漢書/卷48》，出自范晔《後漢書》